# Быстринский район
Бы́стринский райо́н — административно-территориальная единица и муниципальное образование (муниципальный район) в составе Камчатского края России.
Административный центр — село Эссо.
В соответствии с распоряжением Правительства Российской Федерации от 8 мая 2009 года № 631 Быстринский район Камчатского края отнесен к районам проживания малочисленных народов Севера.

## География
Граничит с Тигильским районом на северо-западе и западе, с Усть-Камчатским — на северо-востоке, с Мильковским — на востоке и юго-востоке, с Соболевским на юге.

## История
Постановлением ВЦИК от 10 января 1932 года образован Быстринский национальный (Эвенский) район с административным центром в селении Анавгай в существующих границах Быстринского Ламутского туземного района.
До 1 июля 2007 находился в составе Камчатской области.
Ежегодно 12 августа отмечается День Быстринского района.

## Население
| 1939  | 2000  | 2002  | 2009  | 2010  | 2011  | 2012  |
| ----- | ----- | ----- | ----- | ----- | ----- | ----- |
| 747   | ↗2600 | ↗2660 | ↘2524 | ↗2560 | ↗2567 | ↘2521 |
| 2013  | 2014  | 2015  | 2016  | 2017  | 2018  | 2019  |
| ↘2467 | ↘2417 | ↗2425 | ↗2439 | →2439 | ↘2422 | ↗2423 |
| 2020  | 2021  | 2023  |       |       |       |       |
| ↘2416 | ↗2502 | ↘2422 |       |       |       |       |

### Национальный состав
Население района — 2695 человек, 1013 из них являются аборигенами: эвены (806 чел.), коряки (150 чел.), ительмены (57 чел.).
По данным Всероссийской переписи населения 2021 года национальный состав был следующим:
| Народ     | Численность, чел. |  |
| --------- | ----------------- |  |
| русские   | 1 212 ▼           |  |
| эвены     | 889 ▲             |  |
| коряки    | 125 ▼             |  |
| ительмены | 71 ▲              |  |
| другие    | 205 ▲             |  |
| всего     | 2 502 ▼           |  |

## Муниципально-территориальное устройство
В Быстринский муниципальный район входят одноимённые населённым пунктам 2 муниципальных образования со статусом сельских поселений, а также межселенные территории без статуса муниципальных образований:
| №        | Муниципальное образование      | Административный центр | Количество населённых пунктов | Население | Площадь, км2 |
| -------- | ------------------------------ | ---------------------- | ----------------------------- | --------- | ------------ |
| 1        | Анавгайское сельское поселение | село Анавгай           | 1                             | ↘484      | 1,73         |
| 2        | Эссовское сельское поселение   | село Эссо              | 1                             | ↘1938     | 5,80         |
| 2.000001 | межселенные территории         |                        | 0                             |           |              |

упразднённые сельсоветы
Упразднены следующие административно-территориальные единицы:
- Быстринский сельсовет  — упразднён	Решением  областного исполнительного комитета от 11.07.1974 г. №498
- Кекукнайский сельсовет  — упразднён	 Решением областного исполнительного комитета от 30.11.1956 г. №379
- Лучанский сельсовет  — упразднён	 Решением областного исполнительного комитета от 06.01.1961 г. №12
- Твоянский сельсовет  — упразднён	 Решением областного исполнительного комитета от 14.08.1964 г. №435

### Населённые пункты
В Быстринском районе 2 населённых пункта.
| № | Населённый пункт | Тип  | Население | Муниципальное образование      |
| - | ---------------- | ---- | --------- | ------------------------------ |
| 1 | Анавгай          | село | ↘484      | Анавгайское сельское поселение |
| 2 | Эссо             | село | ↘1938     | Эссовское сельское поселение   |

Исчезнувшие населённые пункты
В советское годы упразднены три населённые пункта:
- п. Быстрая  — упразднён		10.07.1975 г.
- с. Лаучан	 — упразднён	 14.08.1964 г.
- с. Тваян  — упразднён		11.06.1965 г.

В уставе района упоминается посёлок Горный Ключ, отсутствующий в законах Камчатского края и РФ.

## Экономика
Села отапливаются термальными источниками.
В летний период электроэнергия для всего района вырабатывается на миниГЭС на реке Быстрая.
Основные отрасли района — оленеводство и сельское хозяйство.
Из 11 районов края только Быстринский и Мильковский не имеют выхода к морю.